# تشارلز إتش. ويلسون
تشارلز إتش. ويلسون هو سياسي أمريكي، ولد في 15 فبراير 1917 في ماجنا في الولايات المتحدة، وتوفي في 21 يوليو 1984 في كلينتون في الولايات المتحدة. نشط حزبياً في الحزب الديمقراطي. وقد انتخب عضو جمعية ولاية كاليفورنيا ‏ وانتخب عضو مجلس النواب الأمريكي.